# Châtillon-sur-Indre
Châtillon-sur-Indre je naselje in občina v srednjem francoskem departmaju Indre regije Center. Leta 2009 je naselje imelo 2.833 prebivalcev.

## Geografija
Naselje leži v pokrajini Berry ob reki Indre, 47 km severozahodno od Châteaurouxa.

## Uprava
Châtillon-sur-Indre je sedež istoimenskega kantona, v katerega so poleg njegove vključene še občine Arpheuilles, Cléré-du-Bois, Clion, Fléré-la-Rivière, Murs, Palluau-sur-Indre, Saint-Cyran-du-Jambot, Saint-Médard in Le Tranger s 6.470 prebivalci.
Kanton Châtillon-sur-Indre je sestavni del okrožja Châteauroux.

## Zanimivosti
- grad Château de Châtillon-sur Indre iz druge polovice 12. stoletja,
- notredamska cerkev iz 12. stoletja,

## Pobratena mesta
- Solferino (Lombardija, Italija);